# Keegan Murray
Keegan Mitchell Murray (Cedar Rapids, Iowa; 19 de agosto de 2000) es un jugador de baloncesto estadounidense que pertenece a la plantilla de los Sacramento Kings de la NBA. Mide 2,03 metros y juega en la posición de ala-pívot. Es el hermano gemelo del también jugador profesional Kris Murray.

## Trayectoria deportiva

### High School
Murray jugó en el Prairie High School en Cedar Rapids, Iowa. En su último año promedió 20,3 puntos y 7,2 rebotes por partido y fue nombrado jugador del año de la conferencia.
Pasó un año de posgrado en la DME Academy en Daytona Beach, Florida para obtener más repercusión.

### Universidad
Jugó dos temporadas con los Hawkeyes de la Universidad de Iowa, en las que promedió 15,8 puntos, 7 rebotes, 1,6 tapones, 1,1 robos y 1 asistencia por partido. En su segunda temporada fue elegido en el mejor quinteto de la Big Ten Conference, y recibió el Premio Karl Malone al mejor ala-pívot del país, además de aparecer en el primer equipo consensuado All-American.
El 29 de marzo de 2022, Murray se declaró para el draft de la NBA, renunciando a su elegibilidad universitaria restante.

#### Estadísticas
| Año     | Equipo | PJ | PT | MPP  | %TC  | %3P  | %TL  | RPP | APP | ROB | TPP | PPP  |
| ------- | ------ | -- | -- | ---- | ---- | ---- | ---- | --- | --- | --- | --- | ---- |
| 2020–21 | Iowa   | 31 | 4  | 18.0 | .506 | .296 | .755 | 5.1 | .5  | .8  | 1.3 | 7.2  |
| 2021–22 | Iowa   | 35 | 35 | 31.9 | .554 | .398 | .747 | 8.7 | 1.5 | 1.3 | 1.9 | 23.5 |
| Total   | Total  | 66 | 39 | 25.4 | .543 | .373 | .749 | 7.0 | 1.0 | 1.1 | 1.6 | 15.8 |

### Profesional
Fue elegido en la cuarta posición del Draft de la NBA de 2022 por los Sacramento Kings. Disputó las Ligas de Verano con los Kings, siendo elegido MVP del Las Vegas Summer League, promediando 23 puntos, siete rebotes, dos asistencias, un robo, con un 50% de tiros de campo y un 40% de triples. A finales de julio se sometió a una pequeña intervención quirúrgica para limpiar los cuerpos sueltos de la muñeca derecha. Debutó en la NBA el 22 de octubre de 2022 ante Los Angeles Clippers anotando 19 puntos. Adquirió la titularidad enseguida, y el 20 de enero de 2023 consiguió un doble-doble de 29 puntos y 14 rebotes ante Oklahoma City Thunder. Fue nombrado rookie del mes de diciembre y de enero de la conferencia Oeste. Al término de la temporada fue incluido en el mejor quinteto de rookies.
Durante su segunda temporada en Sacramento, el 16 de diciembre de 2023 ante Utah Jazz, anota 47 puntos incluyendo 12 triples.

## Estadísticas de su carrera en la NBA

### Temporada regular
| Año     | Equipo     | PJ  | PT  | MPP  | %TC  | %3P  | %TL  | RPP | APP | ROB | TPP | PPP  |
| ------- | ---------- | --- | --- | ---- | ---- | ---- | ---- | --- | --- | --- | --- | ---- |
| 2022-23 | Sacramento | 80  | 78  | 29.8 | .453 | .411 | .765 | 4.6 | 1.2 | .8  | .5  | 12.2 |
| 2023-24 | Sacramento | 77  | 77  | 33.6 | .454 | .358 | .831 | 5.5 | 1.7 | 1.0 | .8  | 15.2 |
| 2024-25 | Sacramento | 76  | 76  | 34.3 | .444 | .343 | .833 | 6.7 | 1.4 | .8  | .9  | 12.4 |
| Total   | Total      | 233 | 231 | 32.5 | .451 | .372 | .812 | 5.6 | 1.4 | .9  | .7  | 13.3 |

### Playoffs
| Año   | Equipo     | PJ | PT | MPP  | %TC  | %3P  | %TL  | RPP | APP | ROB | TPP | PPP |
| ----- | ---------- | -- | -- | ---- | ---- | ---- | ---- | --- | --- | --- | --- | --- |
| 2023  | Sacramento | 7  | 7  | 27.7 | .448 | .375 | .667 | 6.3 | .7  | .6  | .3  | 9.7 |
| Total | Total      | 7  | 7  | 27.7 | .448 | .375 | .667 | 6.3 | .7  | .6  | .3  | 9.7 |